# Kevin Danaher
Kevin Danaher (Caoimhín Ó Danachair en irlandais), né le 30 janvier 1913 et décédé le 14 mars 2002, est un folkloriste irlandais de renom, particulièrement intéressé par l'ethnographie et l'histoire militaire. 
Il est l'auteur de dix ouvrages traitant des traditions et croyances irlandaises, dont les plus connus sont The Year in Ireland, In Ireland Long Ago et Folktales from the Irish Countryside. Professeur respecté, il a publié plus de deux cents articles dans des revues spécialisées.

## Biographie
Kevin Danaher vient au monde à Athea (Ath an tSleibhe), dans le comté de Limerick, le 30 janvier 1913. Son père, William, en était le maître d'école. 
En 1934 Kevin Danaher devient collecteur à temps partiel pour l'Irish Folklore Commission.
Il étudie à l'University College Dublin, d'où il sort diplômé en 1937. La fondation Alexander von Humboldt lui accorde une bourse pour qu'il puisse continuer des études en Allemagne, où il suit des cours de folklore et d'ethnologie comparatifs pendant deux ans à Berlin et Leipzig.
Lorsque la Seconde Guerre mondiale éclate, il retourne en Irlande et s'engage dans les Forces de Défense irlandaises. Il atteint le grade de capitaine, et sert comme instructeur dans l'artillerie à Kildare (comté de Kildare).
Après sa démobilisation, il reprend ses études à la National University of Ireland et en ressort possesseur d'une maîtrise en 1946.
Au début des années 1940, il travaille de nouveau pour l'Irish Folklore Commission, d'abord sur le terrain puis comme ethnographe officiel, collectant, cataloguant  et illustrant un ensemble impressionnant de faits traditionnels, qu'il aborde d'abord dans sa région natale de Limerick. Parmi ses sources, on retrouve des membres de sa propre famille, tel son père, Liam. Son travail de terrain, dans le domaine des traditions saisonnières et des croyances folkloriques sera la base de nombre de ses articles et publications à venir.

## Carrière universitaire
En 1952 et 1953, Kevin Danaher est conférencier à l'Université d'Uppsala en Suède,,.
Au printemps 1968, il présente un programme télévisuel en cinq parties sur les traditions irlandaises, intitulé The Hearth and Stool and All.
Après une formation complémentaire, il est employé comme conférencier à part entière en folklore irlandais à l'université de Dublin. En 1974, il est honoré du titre de docteur en littérature en reconnaissance de ses contributions, par le National University of Ireland,.
De 1973 jusqu'à sa retraite en 1983, Kevin Danaher assure le poste de conférencier en folklore irlandais, au sein de l'université de Dublin. En tant qu'expert en histoire militaire, il est membre de la Société d'histoire militaire irlandaise (Irish Military History Society). Il en est le président de 1971 à 1980, et éditeur du journal The Irish Sword (en) de 1960 à 1970. Il est également membre de la Royal Society of Antiquaries of Ireland (Société royale des antiquaires d'Irlande).
De 1988 à 2002, il est le codirecteur de la Folklore of Ireland Society (Société du folklore d'Irlande), et, publie régulièrement des articles pour le journal de l'association Bealoideas (ses premiers articles datent de 1935).
À son départ de l'université de Dublin, ses étudiants préparent une publication en son honneur, Sinsear. Beaucoup d'entre eux, ses collègues et des professeurs éminents participèrent à cet hommage à son œuvre et son influence. Une autre publication, Gold Under the Furze, à l'initiative de ses collègues universitaires fut publiée.
En 1986, Kevin Danaher subit une attaque, dont les effets mettent un terme à sa carrière professionnelle. Il décède le 14 mars 2002, après une longue maladie,.